# Szpital dla Ubogich im. Salomona Beniamina Latza w Poznaniu
Szpital dla Ubogich im. Salomona Beniamina Latza w Poznaniu (niem. Latz'schen Armenkranken-Anstalt) – szpital żydowski wyposażony w bet midrasz, znajdujący się na rogu ulic Stawnej i Wronieckiej w Poznaniu. Szpital funkcjonował od 1834 roku. Rozebrany na początku XX wieku.

## Historia
Umierając w 1829 roku, miejscowy kupiec Salomon Beniamin Latz, zapisał w swym testamencie 6 tys. talarów na przytułek dla biednych chorych pochodzenia żydowskiego połączonego z domem nauki, zaznaczając jednocześnie, że co najmniej 2/3 tej kwoty powinno zostać przeznaczone na budowę szpitala. Nieograniczone prawo do dysponowania fundacją przekazał ówczesnemu rabinowi poznańskiego kahału Akiwie Egerowi. By ten mógł przejąć pieniądze, datek musiał zostać zatwierdzony przez Wydział Spraw Wewnętrznych Królewskiej Rejencji w Poznaniu oraz uzyskać sankcję monarszą. Nastąpiło to w 1831 roku, a do tego czasu kwota zwiększyła się o 550 talarów. 250 z nich przekazał syn fundatora – kupiec Samuel Salomon Latz, a pozostałe 300 – jego zięć, kupiec Izrael Marcus Wittkowski. Upoważnienie fundacji zostało przekazane burmistrzowi Ludwigowi Tatzlerowi z poleceniem powierzenia go rabinowi. Ten odłożył 2 tys. talarów tzw. funduszu żelaznego, a resztę pieniędzy przeznaczył na zakup budynku i jego wyposażenie .
Parcelę wraz ze stojącym na niej domem zakupiono 27 czerwca 1832 roku, a ponad rok później (12 listopada 1833) przylegający do niej od strony Bramy Wronieckiej masywny fragment średniowiecznych murów miejskich, biegnących wzdłuż ulicy Stawnej od zakładu Latza do ul. Żydowskiej .
Szpital otwarto w styczniu 1834 roku, a do 1 sierpnia 1836 leczono w nim 137 pacjentów. Jego pierwszym dyrektorem został rabin Akiwa Eger. Wybrał on pięcioosobowe Kolegium Kierownicze, w którego skład weszli: kupiec Salomon Levy, Naphtal Moses, Joseph Handke, Moses Wolff i Benjamin Wittkowski oraz dwóch przełożonych domu nauki: rabina Simona Levy i handlarza Wolffa Graetza. 7 lutego 1837 Akiwa Eger przedłożył władzom rejencji pismo uwzględniające zasady działania administracji i sposób wykorzystania obiektu. Wyraził w nim wolę fundatora, pozbawiając poznańską gminę żydowską prawa pierwszeństwa do korzystania z obu zakładów oraz ingerencji w ich nadzór i administrację. Na polecenie władz uzupełniono zawarte w tekście informacje, ustanawiając tym samym 17 sierpnia statut zatwierdzony 16 grudnia 1841 roku przez rabina Salomona Egera – syna zmarłego 4 lata wcześniej Akiwy Egera. Po jego śmierci długoletnim dyrektorem szpitala był rabin Moses Landsberg, który pełnił tę funkcję aż do 1884 roku .
Zgodnie ze statutem w szpitalu zatrudniono na stałe chirurga i dwóch lekarzy. Funkcją pierwszego z nich (nazywanego zwyczajnym) było odwiedzanie chorych 1–2 razy dziennie. Drugi (nadzwyczajny) służył radą w sytuacjach problemowych, odwiedzając pacjentów w wybranej przez siebie częstotliwości. Rolą chirurga było leczenie „zewnętrznych ułomności” pod kierunkiem dwójki lekarzy, składając wizyty każdego dnia. W budynku szpitala funkcjonowała również apteka prowadzona przez Wagnera. Znajdujące się w niej leki sprzedawał z 40% rabatem .
Pod koniec XIX wieku budynek groził zawaleniem. Ze względu na budowę linii tramwajowej, a przez to poszerzenie ulicy Wronieckiej, zarząd szpitala został zmuszony do oddania części swoich gruntów. Na początku września 1900 roku rozebrano pierwszą część budynku . Z uwagi na plany budowy monumentalnego gmachu Nowej Synagogi na terenie ograniczonym ulicami Stawną, Wroniecką, Małymi Garbarami, a przedłużoną ulicą Żydowską i zajmowanym przez Szpital Latza i miejską szkołę, 13 czerwca 1904 doszło do zamiany gruntów. Władze kahału w zamian za teren szpitala przekazały fundacji Latza obszar zajmowany przez zespół trzech gminnych synagog przy ulicy Żydowskiej (były to kolejno: Stara Synagoga, Nowa Synagoga i Synagoga Nehemiasza) i 60 tys. marek na budowę nowego zakładu dobroczynnego, a na czas jego budowy udostępniły pacjentom dom przy ulicy Żydowskiej 32 (narożnik ul. Dominikańskiej). Ostatnie fragmenty szpitala Latza rozebrano pod koniec września 1904 roku .

## Architektura
Kompleks zabudowań szpitala składał się z piętrowego budynku głównego połączonego z oficynami po obu jego stronach oraz jednej wolnostojącej oficyny na lewo od niego. Przechowywano w niej ciała zmarłych pacjentów oczekujących na pochówek. Zabudowania te odgradzały od ulicy obszerne podwórze na którym zlokalizowano wozownię, składnicę drewna, trzy altany wypoczynkowe, wodociąg i ogródek warzywno-owocowy. Dostęp do podwórza mieli wyłącznie pacjenci oraz pracownicy zakładu .
Do budynku głównego, mieszczącego zarówno pokoje chorych jak i bet midrasz, prowadziły dwa osobne wejścia od strony ulicy Stawnej. To znajdujące się bliżej narożnika ulicy Wronieckiej, wiodło do części szpitalnej na wysokim parterze. Na prawo od wejścia umiejscowiono pokój posiedzeń Kolegium Kierowniczego, w którym przechowywano pisma i książki przysyłane do zakładu. Z niego było można przejść do gabinetu naczelnego zarządcy obu zakładów. Pełnił on również, ze względu na połączenie z zakładem studiów, funkcję dodatkowego miejsca do studiowania Talmudu. Po lewej stronie od głównego wejścia natomiast znajdowały się dwa przedpokoje i jedna sala chorych. Na piętro zagospodarowane na 5 pomieszczeń dla chorych, izbę mieszkalną opiekuna i kuchnię prowadziły szerokie schody. W przypadku posiadania większych środków możliwe było przekształcenie obszernego strychu na kolejne pomieszczenia dla pacjentów. Tymczasem służył on jako suszarnia, udostępniana za opłatą również osobom prywatnym .
Odleglejsze od ulicy Wronieckiej drzwi wejściowe prowadziły do izby mieszkalnej dla dozorcy, a następnie do domu modlitwy. Był on wyposażony w 45 ław uczniowskich, centralną apsydę z małą bimą i aron ha-kodeszem, poświęcony sprzęt do odprawiania nabożeństw oraz księgę do studiów nad Talmudem. Przy drzwiach wejściowych umiejscowiono puszkę na dobrowolne ofiary .
Podpiwniczona oficyna przyłączona po lewej stronie do budynku głównego została wyposażona w salę na wysokim parterze i pokój na piętrze. Oficynę po prawej stronie natomiast podzielono na przedsionek, trzy pokoje i dwie altany wypoczynkowe, do których można było przejść przez zadaszony ganek. W przedsionku umiejscowiono magiel udostępniany również pod nadzorem i za opłatą osobom z zewnątrz. W pomieszczeniu przylegającym do budynku głównego zlokalizowano łazienkę dla chorych, a dalej dużą kuchnię. W piwnicy pod oficyną magazynowano napoje i dary dla zakładu .